# Like Father
Like Father es una película estadounidense de comedia escrita y dirigida por Lauren Miller Rogen, en su debut directorial. Es protagonizada por Kristen Bell, Kelsey Grammer y Seth Rogen. La película fue estrenada el 3 de agosto de 2018, por Netflix.

## Sinopsis
Tras ser plantada en el altar, una joven publicista adicta al trabajo acaba de luna de miel en un crucero por el Caribe con su padre, con quien apenas tenía relación desde hace años.

## Reparto
- Kristen Bell como Rachel Hamilton, hija de Harry.
- Kelsey Grammer como Harry Hamilton, padre de Rachel.
- Seth Rogen como Jeff, interés amoroso de Rachel.
- Paul W. Downs como Jim.
- Zach Appelman como Steve.
- Leonard Ouzts como Dan.
- Blaire Brooks como Beth.
- Anthony Laciura como Leonard.
- Mary Looram como Shirley.
- Brett Gelman como Frank Lerue.
- Lauren Miller Rogen como Mujer Cansada.
- Jon Foster como Owen.
- Kimiko Glenn como Geena.

## Producción
En julio de 2017, se anunció que Kristen Bell y Kelsey Grammer protagonizarían Like Father, el debut directorial de Lauren Miller Rogen, quien también escribió el guion. En junio de 2018, un tráiler de la película fue lanzado, el cual reveló que Seth Rogen co-protagonizaría. Lauren Miller Rogen produjo la película con Molly Conners, Anders Bard, y Amanda Bowers.
El rodaje tuvo lugar en Nueva York y el Caribe en agosto de 2017. Parte de la película fue filmada en Harmony of the Seas de Royal Caribbean.

## Estreno
Like Father fue estrenada en Netflix el 3 de agosto de 2018.